# Holidate
Holidate (no Brasil, Amor com Data Marcada) é um filme americano de comédia romântica natalina dirigido por John Whitesell, com um roteiro de Tiffany Paulsen. É estrelado por Emma Roberts, Luke Bracey, Jake Manley, Jessica Capshaw, Andrew Bachelor, Frances Fisher, Manish Dayal e Kristin Chenoweth.
O filme foi lançado na Netflix em 28 de outubro de 2020.

## Elenco
| Intérprete        | Personagem |
| ----------------- | ---------- |
| Emma Roberts      | Sloane     |
| Luke Bracey       | Jackson    |
| Jake Manley       | York       |
| Jessica Capshaw   | Abby       |
| Andrew Bachelor   | Neil       |
| Frances Fisher    | Elaine     |
| Manish Dayal      | Faarooq    |
| Kristin Chenoweth | Tia Susan  |
| Alex Moffat       | Peter      |
| Cynthy Wu         | Liz        |
| Mikaela Hoover    | Annie      |
| Billy Slaughter   | Barry      |
| Aimee Carrero     | Carly      |
| Nicola Peltz      | Felicity   |

## Produção
Em março de 2019, foi anunciado que Emma Roberts havia se juntado ao elenco do filme, com John Whitesell dirigindo a partir de um roteiro de Tiffany Paulsen. McG e Mary Viola servirão como produtores no filme sob o produção de Wonderland Sound and Vision, enquanto a Netflix distribuirá. Em maio de 2019, Luke Bracey, Jake Manley, Jessica Capshaw, Andrew Bachelor, Frances Fisher, Manish Dayal e Kristin Chenoweth juntaram-se ao elenco do filme. Em junho de 2019, Alex Moffat se juntou ao elenco do filme.

### Filmagens
As gravações do filme começaram em Atlanta em maio de 2019.